# Star World
Star World (anteriormente conhecido como Star Plus) é um canal de televisão pan-asiático de entretenimento em língua inglesa pertencente à The Walt Disney Company através de sua subsidiária Disney Networks Group Asia Pacific. 
Originalmente foi lançado em 15 de dezembro de 1991 pela STAR TV em Hong Kong como Star Plus. Em 30 de março de 1996, o canal foi dividido em dois, quando o primeiro se tornou Star World no leste e sudeste da Ásia, parte do rebranding da STAR TV, e o último manteve o nome StarPlus na Índia e no Oriente Médio. No entanto, depois que a Star encerrou sua parceria com a Zee TV, o Star Plus foi transformado em um canal em língua hindi em 1º de julho de 2000, com a Star World já sendo introduzida na região como um canal substituto de entretenimento em inglês.
A programação do canal consiste principalmente em programas de televisão de entretenimento dos Estados Unidos, Reino Unido e às vezes Austrália e Nova Zelândia para atrair moradores de língua inglesa, bem como a população expatriada do sul da Ásia, Oriente Médio e Norte da África, Hong Kong, Taiwan e Sudeste Asiático.

## História
Star World foi lançado pela primeira vez em 15 de dezembro de 1991 como StarPlus. Era um canal de entretenimento geral em inglês que mostrava programas de televisão internacionais dos Estados Unidos, Reino Unido, Austrália e Nova Zelândia, com a Zee TV sendo a contraparte do canal de entretenimento em hindi, através da parceria entre a Star e a Zee Telefilms. O canal foi transmitido em todo o continente da Ásia, indo do Extremo Oriente ao Oriente Médio, assim como o alcance do AsiaSat 1. Desde então, a Star TV regionalizou o canal para atender às suas enormes audiências.
Em 30 de março de 1996, a STAR TV dividiu o sinal da Star Plus em dois, fornecendo dois serviços separados para diferentes públicos regionais dentro da área de cobertura da STAR TV. Isso permitiu que o canal fornecesse programação e tempo de exibição adequados para espectadores de diferentes regiões da Ásia. O StarPlus atenderia os espectadores na Índia e no Oriente Médio a partir de então, enquanto o novo canal Star World abarcaria os espectadores do leste e sudeste da Ásia.
A parceria com a Zee TV terminou em 1999, resultando em um novo canal Star World como substituto em 1º de julho de 2000 para a Índia e o Oriente Médio. Assim, a Star TV converteu o StarPlus em um canal de entretenimento em hindi.
Em 1º de outubro de 2017, a versão de Hong Kong e do Sudeste Asiático do Star World foi renomeada para Fox Life. The Good Fight foi o último programa a ir ao ar antes do rebrand (Bolt of Talent no sinal filipino). A marca Star World permaneceu em versões transmitidas para o Oriente Médio, Taiwan, Índia e outros mercados do sul da Ásia.
Em 1º de fevereiro de 2020, a versão taiwanesa foi encerrada e alguns programas foram transferidos para a Fox. No entanto, dois anos depois, em 1º de janeiro de 2022, a Fox Taiwan foi renomeada Star World, dentro dos esforços da Disney de eliminar a marca Fox de suas propriedades.